# Suchawa (Barciany)
Suchawa (deutsch Sausgörken) ist ein Dorf in der polnischen Woiwodschaft Ermland-Masuren. Es gehört zur Gmina Barciany (Barten) im Powiat Kętrzyński (Kreis Rastenburg).

## Geographische Lage
Suchawa liegt in der nördlichen Mitte der Woiwodschaft Ermland-Masuren, 20 Kilometer nördlich der Kreisstadt Kętrzyn (deutsch Rastenburg).

## Geschichte

### Ortsgeschichte
Sausgerken – nach 1785 Groß Sausgörken, nach 1820 Adlig Sausgörken genannt  und nach 1871 ohne Zusatzbezeichnung geschrieben – wurde vor 1484 gegründet. Im Jahre 1484 wurde es in einer Erneuerungshandfeste erwähnt. Die Gegend ist wohl altes Siedlungsland gewesen. So fand man im Jahre 1935 hier zwei Steinäxte und ein Feuersteinbeil.
Als 1874 der Amtsbezirk Skandlack (polnisch Skandławki) errichtet wurde, wurden die Landgemeinde Sausgörken und der Gutsbezirk Sausgörken eingegliedert. Er war Teil des Kreises Rastenburg im Regierungsbezirk Königsberg in der preußischen Provinz Ostpreußen. Am 30. September 1928 schlossen sich die Landgemeinde und der Gutsbezirk Sausgörken sowie der Gutsbezirk Skandlack mit Teilen von Jäglack (Amtsbezirk Jäglack) zur neuen Landgemeinde Sausgörken zusammen. Am 8. April 1929 erfolgte darum die Umbenennung des Amtsbezirks Skandlack in „Amtsbezirk Sausgörken“.
In Kriegsfolge wurde 1945 das gesamte südliche Ostpreußen – und mit ihm Sausgörken – an Polen überstellt. Sausgörken erhielt die polnische Namensform „Suchawa“ und ist heute eine Ortschaft im Verbund der Landgemeinde Barciany (Barten) im Powiat Kętrzyński (Kreis Rastenburg), bis 1998 der Woiwodschaft Olsztyn, seither der Woiwodschaft Ermland-Masuren zugehörig.

### Einwohnerzahlen
| Jahr | Dorf | Gut | Gesamt |
| ---- | ---- | --- | ------ |
| 1820 | 97   |     | 97     |
| 1885 | 85   | 168 | 253    |
| 1905 | 40   | 180 | 220    |
| 1910 | 52   | 182 | 234    |
| 1933 |      |     | 379    |
| 1939 |      |     | 360    |
| 2006 |      |     | 160    |
| 2011 |      |     | 112    |

### Amtsbezirk Sausgörken (1929–1945)
Als der Amtsbezirk Sausgörken entstand, gehörten zwei Gemeinden dazu. Das blieb so bis 1945:
| Deutscher Name | Polnischer Name |
| -------------- | --------------- |
| Meistersfelde  | Gęsiki          |
| Sausgörken     | Suchawa         |

## Kirche
Bis 1945 war Sausgörken in die evangelische Kirche Barten in der Kirchenprovinz Ostpreußen der Kirche der Altpreußischen Union sowie in die katholische Kirche Rastenburg im damaligen Bistum Ermland eingepfarrt.
Heute gehört Suchawa im Blick auf beide Konfessionen zu Barciany – im jetzigen katholischen Erzbistum Ermland bzw. in der Diözese Masuren der Evangelisch-Augsburgischen Kirche in Polen.

## Verkehr
Suchawa liegt an einer Nebenstraße, die von Gęsiki (Meistersfelde) nach Skandławki (Skandlack) führt. Bis 1945 war der Ort Bahnstation an der Bahnstrecke Barten–Nordenburg, die von den Rastenburger Kleinbahnen betrieben wurde, nach dem Krieg jedoch nicht reaktiviert wurde.

## Trivia
Der Schriftsteller Arno Surminski (im Nachbarort Jäglack (polnisch Jegławki) geboren) beschreibt diesen Teil Ostpreußens in seinen Romanen. Dabei erwähnt er häufig auch Sausgörken.